# Pars vite et reviens tard (film)
Pour les articles homonymes, voir Pars vite et reviens tard.
Pour plus de détails, voir Fiche technique et Distribution.
Pars vite et reviens tard est un film français réalisé par Régis Wargnier, sorti en 2007.
Il s'agit d'une adaptation du roman éponyme de Fred Vargas, publié en 2001.

## Synopsis
Jean-Baptiste Adamsberg n'aime pas le printemps, le retour des beaux jours, les montées de sève, porteurs des désirs d'évasion et du déferlement des pulsions. L'absence de sa fiancée, Camille, ne contribue pas à aider ce commissaire au moment où, dans la capitale, une énigme semble annoncer de grands malheurs… D'étranges signes apparaissent sur les portes de Paris. Des mots mystérieux, inquiétants, sont criés comme une malédiction sur la place Igor-Stravinsky… La découverte d'un mort, redoutée par Adamsberg — un premier corps noirci, première victime de la peste — annonce le retour du terrible fléau… Il semble pourtant que quelqu'un contrôle l'épidémie et en désigne les cibles.

## Fiche technique
- Titre : Pars vite et Reviens tard
- Réalisation : Régis Wargnier
- Scénario : Julien Rappeneau, Régis Wargnier, Ariane Fert, Ariane Marrin et Lawrence Shore, d'après l'œuvre de Fred Vargas
- Production : Cyril Colbeau-Justin, Jean-Baptiste Dupont
- Sociétés de production : LGM Productions, Gaumont, KL Productions, Artémis Production, TF1 Films Production
- Musique : Patrick Doyle
- Photographie : David Koskas
- Montage : Yann Malcor
- Budget : 16 026 815 euros[1]
- Box-office France : 843 531 entrées
- Pays de production :  France
- Format : couleur - Scope
- Son : Dolby Digital - HD Video
- Genre : drame, policier, thriller
- Durée : 115 minutes
- Date de sortie : 24 janvier 2007 (France)

## Distribution
- José Garcia :  le commissaire Jean-Baptiste Adamsberg
- Lucas Belvaux :  Danglard
- Marie Gillain :  Marie
- Olivier Gourmet :  Joss Le Guern
- Nicolas Cazalé :  Damas
- Linh Dan Pham :  Camille
- Michel Serrault :  Hervé Decambrais
- Nadine Alari : Clémentine
- Sophie Aubry : Eva
- Félicité N'Gijol : Lisbeth
- Jean-Gilles Barbier : Favre
- Philippe Bas : Maurel
- Laëtitia Lacroix : Retancourt
- Dominique Bettenfeld : Castillon
- Stéphane Butet : Kernokian
- Jean-Pierre Becker : Voisenet
- Jean-Michel Noirey : Roubaud
- Grégory Gadebois : Bordenave
- Alain Fromager : Langlois
- Mathias Mlekuz : Cazalas
- Marie-Armelle Deguy : Professeur Mathalon
- Jean-Philippe Puymartin : Brezillon
- Lana Ettinger : Marianne Bardou
- Raphaël Poulain : Blanchet
- Jean-Marie Juan : Massena
- Éric Perisse : Gauthier
- Fabio Tonello : Damas, enfant
- Daniel Kenigsberg : Bertin
- Esther Sironneau : Isabelle
- Arnaud Maillard : Frédéric
- Laurent Richard : L'homme "16"
- Marc Robert : Estalère
- Emmanuel Vottero : Marmet
- Titouan Laporte : Victor Danglard
- Éric Soubelet : Inspecteur brigade Adamsberg
- Claire Chazal : elle-même
- Damien Givelet : lui-même
- Florence Muller : Maryse
- Grégory Montel : Journaliste 2
- Grégoire Taulère : Journaliste 3
- Sophie Le Tellier : Journaliste AFP
- Frédéric Jardin : François Heller-Devile
- Norbert Haberlick : Policier immeuble
- Roméo Escala : Photographe
- Victoria Beauval : Adèle
- Marie Parouty : Femme 1
- Emma-Louise Marsal : Lucie
- Myriam Moszko : Concierge
- Jacques Collard : Gardien Marianne
- Cécile Sanz de Alba : Femme flic
- Geneviève Rey-Penchenat : Madame Marmot
- Serpentine Teyssier : Bibliothécaire
- Satya Dusaugey : Ami Damas 1
- Justin Blanckaert : Ami Damas 2
- Garance Le Guillermic : Lucie Danglard
- Nicolas Balourdet : Cédric Danglard
- Pierre Balourdet : Matthieu Danglard
- Alexandre Chielens : Lucas Danglard
- Laurent Rochard :

## Autour du film
- Le tournage a eu lieu à Paris pendant l'été 2006.
- C'est la seconde fois que Linh Dan Pham collabore avec Régis Wargnier. En 1992, elle était à l'affiche du film Indochine dans le rôle de Camille.
- Il s'agit du dernier long-métrage de Michel Serrault, décédé le 29 juillet 2007. Le film est sorti le jour de son 79e anniversaire.
- On note un anachronisme : François Heller-Deville est censé avoir été tué en Afrique en 1992. Or, dans la scène de son arrivée au Congo à bord de son jet privé, on peut lire sur la carlingue "Beechcraft Premier I", appareil qui fit son premier vol le 22 décembre 1998.
- Il s'agit du tout premier film tourné dans les bâtiments du site François-Mitterrand de la Bibliothèque Nationale de France.